# Drăgănești de Vede
Drăgănești de Vede – wieś w Rumunii, w okręgu Teleorman, w gminie Drăgănești de Vede. W 2011 roku liczyła 1126 mieszkańców.